# Космічна вулиця (Київ)
Космі́чна ву́лиця — вулиця в Дніпровському районі міста Києва, житловий масив Північно-Броварський. Пролягає від вулиці Юності до Миропільської вулиці.

## Історія
Вулиця виникла в 60-х роках XX століття під назвою 3-тя Нова, з 1964 року — Космічна. З 1984 року мала назву вулиця Михайла Стельмаха (тепер таку назву носить вулиця в Голосіївському районі). Сучасну назву вулиці відновлено 1987 року.

## Установи та заклади
- Гуртожиток Національного педагогічного університету ім. М. П. Драгоманова (№ 8)